# Ваканохо Тосинори
Ваканохо́ Тосино́ри (яп. 若ノ鵬 寿則 Ваканохо: Тосинори, известен как Ваканохо, настоящее имя Сосла́н Алекса́ндрович Гагло́ев) — российский борец-профессионал сумо. Живёт[когда?]

 в Орландо, штат Флорида, в США.

## Биография
Родился 8 июля 1988 года в городе Алагир, в Северной Осетии.
Сикона можно перевести как «молодой феникс». Первый иероглиф получен от учителя Ваканоханы Кандзи (II), второй — от Тайхо, принимавшего деятельное участие в его судьбе и карьере. Стажировался в Отакэ-бэя. Из-за лимита на иностранных борцов с помощью Тайхо перешёл в Магаки-бэя. Исповедовал, по большей части, силовой наступательный стиль, однако не отказывался и от оборонительных уловок. Быстро прогрессировал. Достиг макуути в 19 лет, имел перспективы (с 1958 года — введения шести басё в год — стал лишь двадцатым борцом высшего дивизиона младше 20 лет; из этих двадцати 17 достигли уровня саньяку, а семеро стали ёкодзунами).
Высшее достижение — маэгасира-1. Выше из сумоистов российского происхождения поднимались только Рохо и Аран, будучи при этом существенно старше и опытнее.

## Инцидент с марихуаной
18 августа 2008 года Ваканохо был арестован японской полицией по подозрении в хранении марихуаны. Это первый около-наркотический скандал в истории сумо. Набитая индийской коноплёй сигарета (скорее всего, была использована папиросная гильза) была обнаружена полицией 24 июня в потерянном борцом кошельке (или сумочке), который был найден на улице и передан в полицию добросовестным прохожим. В том же кошельке были документы, позволившие идентифицировать личность. Ваканохо признал, что все найденные предметы — его и сообщил, что сигарету он получил от случайного человека в токийском районе Роппонги. При обыске жилища борца были найдены дополнительные улики в пользу обвинения.
21 августа экстренно собравшийся совет Ассоциации сумо принял решение о пожизненной дисквалификации борца. Ояката Магаки был выведен из совета директоров Ассоциации за недостатки в воспитательной работе. Судебному преследованию сам борец не подвергался, так как на момент нарушения он был несовершеннолетним (по японским законам, моложе 20 лет), и найденное количество марихуаны было менее полуграмма. Таким образом, борец был дисквалифицирован, но ему не угрожали ни суд, ни тюремный срок, ни высылка из страны по суду.
Попытка борца добиться возвращения в спорт через суд не увенчалась успехом: в декабре 2008 года суд второй инстанции города Токио отклонил апелляцию Сослана Гаглоева, тем самым подтвердив решение окружного суда о законности увольнения.
Инцидент имел тяжёлые последствия, в него были вовлечены другие участники, в частности, Китаноуми, Рохо, Хакуродзан. Было инициировано несколько судебных процессов.

## Результаты с дебюта в макуути
| Год в сумо | Январь Хацу басё, Токио    | Март Хару басё, Осака    | Май Нацу басё, Токио    | Июль Нагоя басё, Нагоя   | Сентябрь Аки басё, Токио          | Ноябрь Кюсю басё, Фукуока |
| --- | -------------------------- | ------------------------ | ----------------------- | ------------------------ | --------------------------------- | ------------------------- |
| 2007 | x                          | x                        | x                       | x                        | x                                 | Маэгасира #13 запада 9–6  |
| 2008 | Маэгасира #10 востока 10–5 | Маэгасира #4 востока 8–7 | Маэгасира #2 запада 8–7 | Маэгасира #1 запада 4–11 | Маэгасира #8 востока Отставка 0–0 | x                         |
| Результат приведен как победил-проиграл-снялся Юсё (победа) Дзюнъюсё (второе место) Интай (отставка) Не выступал в макуути Специальные призы: Д=За боевой дух (Канто-сё); В=За выдающееся выступление (Сюкун-сё); Т=За техническое совершество (Гино-сё) Ещё показаны: ★=Кимбоси; P=Участие в дополнительном финале Лиги: Макуути — Дзюрё — Макусита — Сандаммэ — Дзёнидан — Дзёнокути Ранги макуути: Ёкодзуна — Одзэки — Сэкивакэ — Комусуби — Маэгасира |                            |                          |                         |                          |                                   |                           |

## Дальнейшая карьера
По состоянию на лето 2010 года Гаглоев играл в американский футбол за команду университета Уэббера (Webber International University) во Флориде, США.
В 2012 году он играл в команде американского футбола Южно-Флоридского университета «South Florida Bulls», однако к весне 2013 года уже покинул команду.